# La Presa, Morelia
La Presa är en ort i Mexiko.   Den ligger i kommunen Morelia och delstaten Michoacán de Ocampo, i den södra delen av landet, 230 km väster om huvudstaden Mexico City. La Presa ligger 2 115 meter över havet och antalet invånare är 405.
Terrängen runt La Presa är kuperad, och sluttar österut. Runt La Presa är det tätbefolkat, med 459 invånare per kvadratkilometer. Närmaste större samhälle är Morelia, 13,9 km sydost om La Presa. I omgivningarna runt La Presa växer huvudsakligen savannskog.